# Thysanorea papuana
Thysanorea papuana är en svampart som först beskrevs av Aptroot, och fick sitt nu gällande namn av Arzanlou, W. Gams & Crous 2007. Thysanorea papuana ingår i släktet Thysanorea och familjen Herpotrichiellaceae.   Inga underarter finns listade i Catalogue of Life.